# Notfall- und Gefahren-Reaktions-System
Ein Notfall- und Gefahren-Reaktions-System (NGRS) kann für verschiedene Arten von Anwendungen, z. B. Notfall (Amok- oder Bedrohungsalarm), Hausalarm, Deeskalationsruf und Hilferuf gegebenenfalls mit Sprachkommunikation sowie zur Alarmierung (z. B. Einschließungsalarm) oder zur Informationsgabe vorgesehen sein.
NGRS sind vorwiegend für den Einsatz in öffentlichen Gebäuden. wie Bildungseinrichtungen (z. B. Schulen, Universitäten), Behörden, Kindergärten und ähnlichen Einrichtungen, konzipiert. Sie können jedoch auch in nicht öffentlichen Gebäuden mit ähnlichem Risiko und Schutzbedürfnis zum Einsatz kommen.
Die Aufgabe von NGRS ist es, im Fall eines Notfalls unkompliziert einen Notruf abzusetzen und schnell für Hilfe zu sorgen. Das System nimmt hierfür Ereignisse (Notfall- und Gefahrenmeldungen) auf, leitet diese an einen entsprechenden Empfänger weiter, damit Hilfeleistungen in geeigneter Weise zur Verfügung gestellt werden. Durch eine Quittierung des Empfangs übernimmt dann eine hilfeleistende Stelle die Verantwortung für den Notfall. NGRS dienen auch der Erfüllung der Anforderungen des Arbeitsschutzgesetzes, insbesondere dem Schutz von Leib und Leben des Personals und aller im Gebäude befindlicher Personen unter Beachtung der Inklusion von Menschen mit Behinderung.

## Normen
Die Vornorm DIN VDE V 0827 „Notfall- und Gefahren-Systeme – Teil 1: Notfall- und Gefahren-Reaktions-Systeme (NGRS)“ zeigt die grundlegenden Anforderungen, Aufgaben, Verantwortlichkeiten und Aktivitäten auf.
Die Vornorm richtet sich insbesondere an Polizei, Versicherer, Planer, Architekten, Hersteller und Fachfirmen von Sicherheitsanlagen sowie Bauherren, Eigentümer, Betreiber, Benutzer und Bewohner von gefährdeten Objekten (insbesondere öffentliche Gebäude wie Bildungseinrichtungen, Behörden, Kindergärten und ähnliche Einrichtungen).
Sie beschreibt den Prozess der Erstellung, Pflege und Fortschreibung einer Risikomanagementakte, in der u. a. die technischen Risiken aufgelistet, bewertet und technische Restrisiken definiert werden, woraus der Grad und der Aufbau des NGRS resultiert. Weiterhin gibt die Vornorm zweckdienliche Hinweise für das organisatorische Risikomanagement und das Zusammenwirken mit dem technischen Risikomanagement. Die Vornorm soll zudem bei der Umsetzung von gesetzlichen und sonstigen Vorgaben (z. B. Behindertengleichstellungsgesetz, Arbeitsschutzgesetz, Arbeitsschutzverordnung, Schulgesetze der Länder, Verordnungen zur Aufsichtspflicht der Länder) unterstützen.
Auf der Grundlage einer systematischen Risikobeurteilung ist zunächst im Rahmen des Risikomanagementprozesses eine Risikoermittlung mit anschließender Risikoanalyse und einer Risikobeurteilung durchzuführen. Zu betrachten ist die Gesamtheit der organisatorischen, personellen, technischen und baulichen Maßnahmen zur Sicherung eines Objektes. Aufgrund dessen und den Angaben über die Gebäudenutzung, Risikofaktoren und Schutzziele ist ein umfassendes Sicherungskonzept zu erstellen, welches das Ziel verfolgt, Bedrohungen und Schäden an Personen oder Sachen zu vermeiden bzw. zu verringern.
Basierend auf der Risikobeurteilung und der Definition des Restrisikos geben die Vornormen technische Vorgaben für Planung, Installation, Betrieb und Instandhaltung eines NGRS in drei unterschiedlichen Sicherheitsgraden. Hierzu zeigt die Norm u. a. die Verantwortlichkeiten und vor allem die Tätigkeiten eines einzusetzenden Technischen Risikomanagers auf. Zudem wird Aufbau und Inhalt einer technischen Risikomanagementakte beschrieben.
Der zweite Teil der Reihe DIN VDE V 0827 zeigt ergänzende Anforderungen für Notfall- und Gefahren-Sprechanlagen (NGS) auf. Sie nennt die grundlegenden Anforderungen für Notfall- und Gefahren-Sprechanlagen (NGS), die als Notfall- und Gefahren-Reaktions-Systeme (NGRS) nach DIN VDE V 0827-1 (VDE V 0827-1) zur Anwendung kommen.
Der dritte Teil, beschreibt den Inhalt und Aufbau der Risikomanagementakte und zeigt Beispiele.
Im Mai 2023 wurde nunmehr jedoch eine europäische Entwurf-Version des Teils 1 als DIN EN 50726-1 (VDE 0827-1) veröffentlicht, die in wesentlichen Teilen deckungsgleich mit der bisherigen Fassung der nationalen DIN VDE V 0827-1 ist.

### Norm vs. Vornorm
Die Normenreihe DIN VDE V 0827 werden als Vornormen bezeichnet, solange sie noch nicht als harmonisierte Europäische Norm (EN) verabschiedet sind. Nach spätestens drei Jahren wird jährlich überprüft, ob sie in eine harmonisierte Europäische Norm überführt werden kann. Zuständig für die Normenreihe DIN VDE V 0827 und deren Teile 1–9 ist das nationale Arbeitsgremium K 713 "Gefahrenmelde- und Überwachungsanlagen" der DKE Deutsche Kommission Elektrotechnik Elektronik Informationstechnik in DIN und VDE und unterhalb dieses DKE-Komitee der Arbeitskreis AK 713.0.19.
Normen sind Empfehlungen, daher besteht grundsätzlich keine Verpflichtung diese einzuhalten. Sie sind jedoch sogenannte anerkannte Regeln der Technik, also eine technische Festlegung, die von einer Mehrheit repräsentativer Fachleute als Wiedergabe des Standes der Technik angesehen wird. Daher werden sie bei Problemfällen und Streitigkeiten von entsprechenden Sachverständigen herangezogen.
Im Rahmen der europäischen Vereinheitlichung der Normen werden neue nationale Normen in Deutschland in der Regel nur als Vornorm herausgegeben (siehe CEN/CENELEC-Geschäftsordnung Teil 2, Abs. 5 und die dort verankerte Stillhaltevereinbarung), weshalb auch die NGRS-Normen als Vornormen herausgegeben wurden. Grundsätzlich sollen durch die Anwendung einer Vornorm zunächst die notwendigen Erfahrungen gesammelt werden.
Eine Vornorm kann jedoch den Status einer anerkannten Regel der Technik erlangen, wenn es kein anderes Regelwerk zu diesem Sachverhalt gibt und keine negativen Erfahrungen in der Anwendung vorliegen bzw. wenn sie von einer Mehrheit repräsentativer Fachleute als Wiedergabe des Standes der Technik angesehen wird. Dies dürfte bei den NGRS-Vornormen durch die vielseitige Anwendung und die Umsetzung in spezifischen Regelwerken, wie z. B. in der ÜEA-Richtlinie der Polizei, mittlerweile der Fall sein.
Sollen Notfall- und Gefahren-Systeme zur Anwendung kommen, sind die allgemein anerkannten Regeln der Technik zu beachten, weshalb empfohlen wird, die Normen und Vornormen bei entsprechenden Anlagen anzuwenden.

### Alarmauslöseeinrichtungen
Zur manuellen Auslösung einer Alarmmeldung im Falle eines akuten Notfalls oder einer Gefahr (z. B. Amok) dienen Notfall- und Gefahrenmelder (NGRS-Melder) gemäß DIN VDE V 0827-1.
Im Grad 1 sind reine Druckknopfmelder als NGRS-Melder zulässig.
Als tragbare NGRS-Melder dürfen im Grad 1 und 2 unter bestimmten Bedingungen auch sog. drahtlose Personen-Notsignal-Anlagen für Alleinarbeiten nach DIN VDE V0825 eingesetzt werden.
Ab dem Grad 2 muss jedoch zur Verifikation eine direkte Verifikation in Form einer Daten- oder Sprachkommunikation zwischen Auslöser und hilfeleistender Stelle möglich sein, wobei im Grad 3 zwingend eine Sprachkommunikation vorhanden sein muss.

### Alarmgabe
Die Alarmgabe vor Ort erfolgt als sogenannter Internalarm, der zur Warnung anwesender Personen gemäß den Festlegungen in der Risikomanagementakte dient. Hierbei kann es sich um akustischen Signale oder Sprachdurchsagen handeln.
Eine Weiterleitung des Alarms erfolgt über Fernalarmierungseinrichtungen an eine hilfeleistende Stelle (z. B. eine Notruf- und Serviceleitstelle (NSL)).
In Abstimmung mit der Polizei kann in begründeten Fällen auch ein direkter Anschluss des NGRS an die Polizei erfolgen. Dieser ist analog der ÜEA-Richtlinie auszuführen. In diesem Fall ist die Polizei frühzeitig in die Planung des NGRS einzubeziehen.